# Dà quánh
Dà hay còn gọi dà quánh, dà quýnh, dà đen (danh pháp khoa học: Ceriops decandra) là một loài thực vật có hoa trong Họ Đước (Rhizophoraceae). Loài này được (Griff.) W.Theob. miêu tả khoa học đầu tiên năm 1860. Đây là loài bản địa của Bangladesh, Ấn Độ, Malaysia, Myanmar, Thái Lan.